# 铁托帽

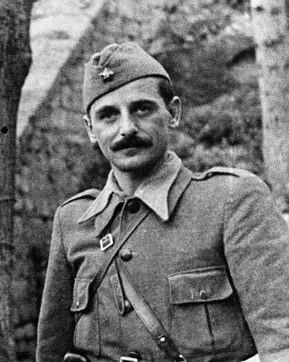
佩戴铁托帽的科查·波波维奇将军

铁托帽是一种著名的绿色船形帽，二战期间为南斯拉夫游击队的标志性帽子，后来也被南斯拉夫人民军（JNA）使用，因此又被称为“JNA帽”。这种帽子以苏联的“飞行员帽”为基础，前部常佩戴红色五角星徽章，徽章可能是红色毛毡制成，或是带有鐮刀錘頭图案的搪瓷红星。该帽以南斯拉夫游击队领袖、南斯拉夫总统约瑟普·布罗兹·铁托元帅的名字命名。也被南斯拉夫先锋队联盟使用，其颜色为白色或蓝色。